# Hüttlingen
Hüttlingen település Németországban, azon belül Baden-Württembergben. Lakosainak száma 6218 fő (2023. december 31.).

## Népesség
A település népessége az elmúlt években az alábbi módon változott:
| Lakosok száma | 4891 | 6095 | 6099 | 6130 | 6185 | 6218 |
|               | 1975 | 2017 | 2019 | 2021 | 2022 | 2023 |